# Macedonian Open
Il Macedonian Open è un torneo professionistico di tennis giocato su campi in terra rossa, facente parte dell'ATP Challenger Tour. Si gioca annualmente dal 2023 al Tennis Club Jug di Skopje, in Macedonia del Nord.

## Albo d'oro

### Singolare
| Anno | Campione              | Finalista          | Punteggio |
| ---- | --------------------- | ------------------ | --------- |
| 2025 | Jay Clarke            | Nerman Fatić       | 6–2, 6–3  |
| 2024 | Joel Josef Schwärzler | Kamil Majchrzak    | 6–3, 6–3  |
| 2023 | Máté Valkusz          | Francisco Comesaña | 6–3, 6–4  |

### Doppio
| Anno | Campioni                            | Finalisti                               | Punteggio        |
| ---- | ----------------------------------- | --------------------------------------- | ---------------- |
| 2025 | Andrew Paulson (2) Michael Vrbenský | Sriram Balaji Miguel Ángel Reyes-Varela | 2–6, 6–4, [10–6] |
| 2024 | Ryan Seggerman Patrik Trhac         | Andrew Paulson Patrik Rikl              | 6–3, 7–6(4)      |
| 2023 | Petr Nouza Andrew Paulson (1)       | Sriram Balaji Jeevan Nedunchezhiyan     | 7–6(5), 6–3      |